# Чужди грехове
Чужди грехове (на испански: Pecados ajenos) е американски испаноезична теленовела, създадена от Ерик Вон и продуцирана от Телемундо Студиос за Телемундо през 2007-2008 г.
В главните роли са Лорена Рохас и Маурисио Ислас, а в отрицателните роли са първата актриса Лупита Ферер, Катрин Сиачоке, Соня Смит, Ариел Лопес Падия и Себастиан Лигарде. Специално участие вземат Алисия Пласа, Карлос Камачо, Чела Ариас, Раул Исагире, към които във финалния етап на теленовелата се присъединяват Марица Родригес и първият актьор Даниел Луго.

## Сюжет
Наталия Руис и Адриан Торес са женени от 20 години съответно за Рохелио и Елена. Рохелио, съпругът на Наталия, е алкохолик и непрекъснато упражнява физически тормоз върху нея, към който се добавя и психическия от доня Агата Мерсенарио, която е типичната намесваща се и властна свекърва, която се е посветила, за да направи живота на Наталия нещастен. От своя страна Адриан постоянно страда, защото съпругата му Елена е превърнала живота му в ад заради безумната си ревност.
Пътищата на Адриан и Наталия започват да се пресичат, когато заради Инес, която се преструва, че е приятелка на Наталия от толкова много години, ѝ устройва капан в съучастие с доня Агата, така че децата на Наталия и Рохелио да я видят в леглото с друг мъж и те да мислят лошо за нея, защото Мануел е партньор на Инес и изпълняват зловещия план срещу Наталия, упоявайки я парти, но Наталия се събужда с мисълта, че Мануел я е изнасилил и го удря с лампа, оставяйки го в безсъзнание, но с идеята, че го е убила. Инес я съветва да избяга, а Наталия решава да я послуша и заминава с най-добрата си приятелка Моника, но по пътя претърпяват инцидент, при който загива приятелката на Моника, която ги придружава. В нетърпението си да спаси Наталия, Моника я оставя в новия си апартамент и по-късно я обявява за мъртва пред властите. Ето как минават дните, докато Наталия и Адриан се срещат и започнат своята любовна история, която ще бъде атакувана от злото в лицето на Инес, Агата и Елена, последната, която от самото начало смята, че Наталия е причината за развода ѝ. По-късно Наталия ще разкрие лъжите на Инес и Мануел и ще реши отново да изясни ситуацията и да поиска наследството си, което ще накара доня Агата да бъде принудена да плати на Наталия и да бъде оставена в много лоша икономическа ситуация. Рохелио и Агата ще направят всичко, за да попречат на Наталия да получи наследството си, опитвайки се да я убият в автомобилна катастрофа (в съучастие с Елена) и обвинявайки я в убийството на любовника си Мануел. Наталия попада в затвора, но успява да се измъкне, но вече пристрастена към наркотиците (отново заради Инес). Междувременно, Наталия и Адриан се разделят, а Елена се озовава в психиатрична клиника, откъдето излиза напълно преобразена и ще се опита да си върне Адриан. Лудостта на Елена отново излиза наяве, като се опитва да убие всички около себе си заради идеята, че са грешници. Елена отвлича Наталия и когато потапя автомобила в морето, Адриан спасява Наталия, а Елена се удавя.
Времето минава, докато Инес и Агата се озовават в затвора, където Агата ще бъде осъдена на доживотен затвор и по-късно на смърт, докато Инес успява да избяга с главната надзирателка, която е нейна любовница. Адриан и Наталия се женят и имат син, но накрая Инес се появява с пистолет и стреля по Наталия, която умира. Въпреки това, цялата история е продукт на сън, който Наталия има по време на кома, продължила две години, поради падане от кон, причинено от доня Агата. Това ще я накара да се замисли, че сама трябва да се грижи за себе си и какво може да ѝ се случи в бъдеще. Във финалната сцена Наталия се появява с Адриан, където историята започва отново, и те трябва да се изправят отново срещу чуждите грехове.

## Актьори
- Лорена Рохас – Наталия Руис Наваро
- Маурисио Ислас – Адриан Торес
- Катрин Сиачоке – Инес Вайехо
- Соня Смит – Елена Сандовал
- Ариел Лопес Падия – Рохелио Мерсенарио
- Себастиан Лигарде – Мануел Сапата
- Лупита Ферер – Агата де Мерсенарио
- Алисия Пласа – Моника Рохас
- Карлос Камачо – Саул Фарера
- Чела Ариас – Ракел вдовица де Сандовал
- Раул Исагире – Едиардо Лариос
- Милдред Кирос – Лаура де Агилар
- Роберто Уикочеа – Анселмо Агилар
- Ариана Колтеячи – Исабела "Чабела"
- Маите Вилан – Марисела Бракамонтес
- Адела Ромеро – Мелинда вдовица де Гамбоа
- Нури Флорес – Лалита
- Раул Дуран – Бенито Алехо Гамбоа Моктесума
- Мариана Торес – Денис Торес Сандовал
- София Стамадиадес – Глория Мерсенарио Руис
- Алонсо Еспелета – Луис Мерсенарио Руис
- Жанкарлос Канела – Алфредо "Фреди" Торес Сандовал
- Роберто Плантиер – Чарли Вайехо
- Едуардо Куерво – Рикардо "Рики" Лариос
- Химена Дуке – Мария Агилар
- Хулио Окампо – Рамон Гамбоа
- Джована дел Портийо – Даниела
- Пабло Портийо – Ектор Асекас
- Евелин Сантос – Гаспарина Годой
- Хана Сеа – Роси Рохас
- Андрес Гарсия-мл. – Хавиер Алфаро
- Тали Дукло – Елса Алфаро
- Даниел Луго – Марсело Мерсенарио
- Марица Родригес – Карен Вайехо

## В България
В България сериалът е излъчен по bTV през 2008 г. с разписание всеки делничен ден от 14:30.
| Преводачи           | Мариета Борисова Анна Арсова Мануела Панаретова                           |
| Озвучаващи артисти  | Ани Василева Христина Ибришимова Николай Николов Емил Емилов Виктор Танев |
| Тонрежисьори        | Ламбрини Николова Хачо Манукян                                            |
| Режисьор на дублажа | Чавдар Монов                                                              |